# Juan Carlos López Martín
Juan Carlos López Martín (Madrid, España, 6 de julio de 1968), conocido como López Martín, es un exfutbolista y entrenador que se desempeñaba como defensa.

## Trayectoria profesional
| Club                  | País   | Año       | Partidos | Goles |
| --------------------- | ------ | --------- | -------- | ----- |
| Castilla C.F.         | España | 1987-1990 | 62       | 1     |
| Real Madrid Deportivo | España | 1990-1991 | 32       | 1     |
| Real Madrid "B"       | España | 1991-1992 | 36       | 1     |
| C.D. Badajoz          | España | 1992-1994 | 14       | 0     |
| Getafe C.F.           | España | 1994-1996 | 53       | 2     |
| Atlético de Marbella  | España | 1996-1997 | 23       | 0     |

## Palmarés

### Como jugador
| Título             | Club                  | País   | Año     |
| ------------------ | --------------------- | ------ | ------- |
| Segunda División B | Real Madrid Deportivo | España | 1990-91 |